# Петрик, Анастасия Игоревна
Анастаси́я И́горевна Петрик (род. 4 мая 2002 года) — украинская певица, победительница международного конкурса «Детская Новая волна 2010» и песенного конкурса «Детское Евровидение – 2012», а также ещё некоторых других конкурсов.

## Биография
Настя Петрик родилась 4 мая 2002 года в Одессе. Отец — Игорь Васильевич Петрик — клавишник. Мама — Татьяна Фёдоровна Петрик — скрипачка. Старшая сестра Виктория (родилась 21 мая 1997 года) уже успела занять второе место на детском конкурсе «Евровидении-2008». Впервые о младшей Насте заговорили, когда она выступила на телевизионном шоу «Україна має талант», отборочный тур которого проходил в Одессе. Успешно выступала на нескольких детских музыкальных конкурсах: «Детская Новая Волна» (1-е место; Артек, август 2010), «Молодая Галичина» (1-е место), «Черноморские игры» (2-е место). Обладательница не по-детски взрослого джазового вокала. Украинская певица Ани Лорак оценила его так: «Эта маленькая девочка поёт как Элла Фицджеральд!». Игорь Крутой: «Не в обиду старшей сестре Вике, но младшая — это ангел, спустившийся с неба. И по таланту, и по обаянию. Дай Бог, чтобы у неё сложилось все таким образом, чтобы она выросла очень большой певицей!». Настя имеет в своём творческом багаже выступления в Италии, России, Украине, она пела дуэтом вместе с такими звёздами как Леонид Агутин, Нина Матвиенко, Филипп Киркоров и Ани Лорак.

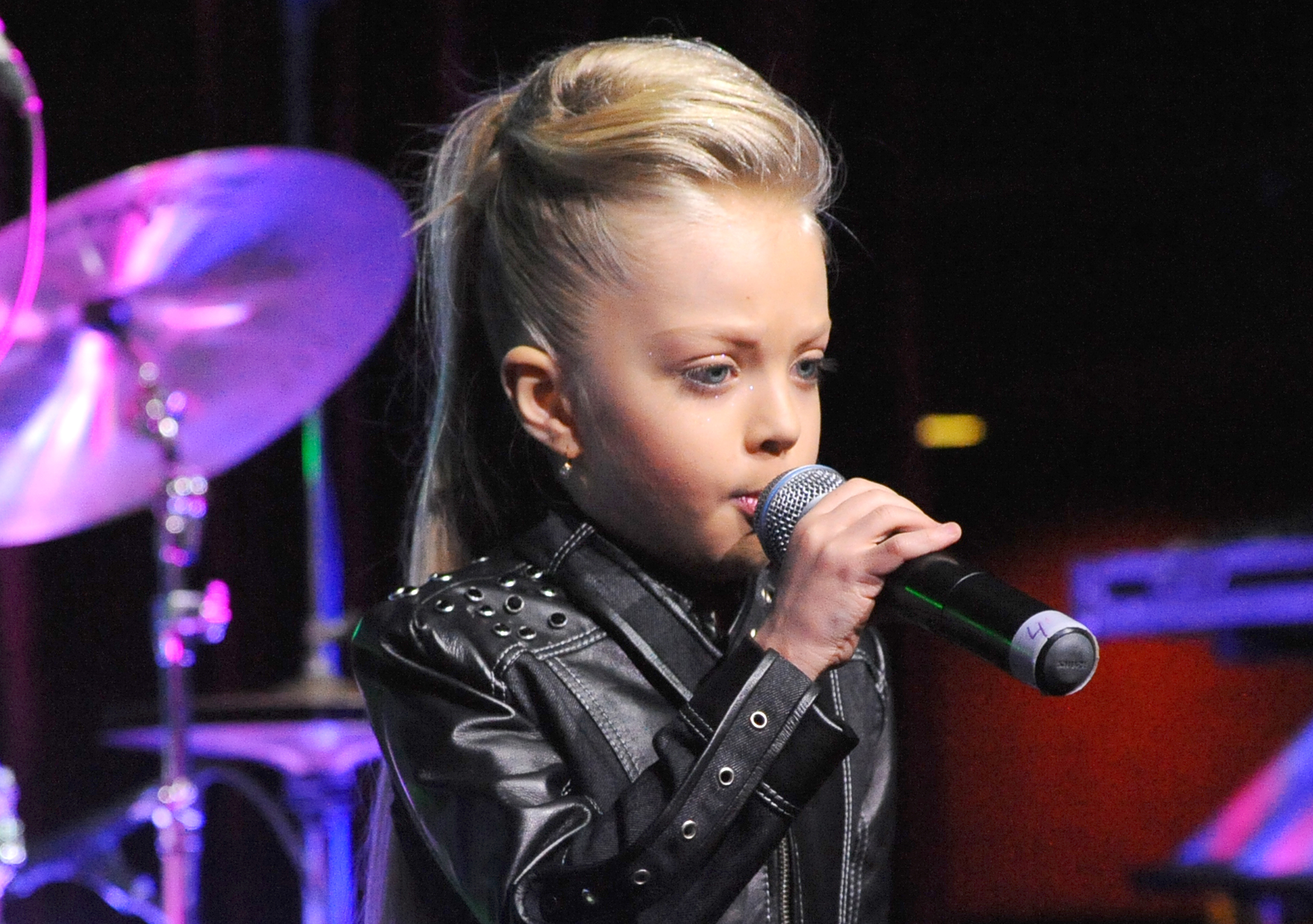
Анастасия 2011

8 июля 2012 года победила в национальном отборе на «Детское Евровидение» 2012, получив право представлять на нём Украину в финале. 1 декабря она представляла свою страну на 10-м международном конкурсе исполнителей детской песни «Евровидение-2012» в Амстердаме, где заняла 1 место.

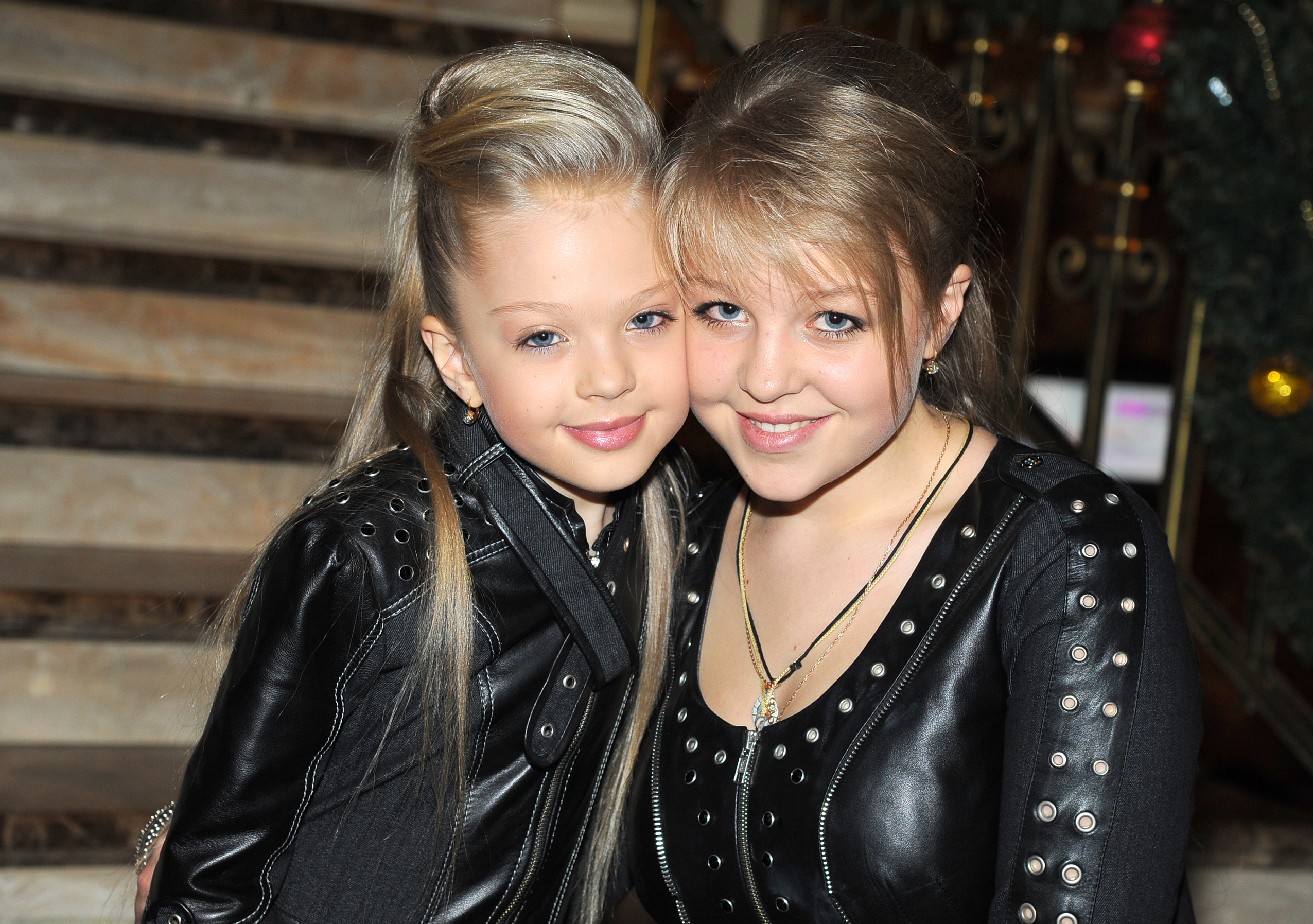
Анастасия и Виктория 2011

В 2012 году совместно с российским хип-хоп исполнителем T-killah записана песня «Маленький солдат», представленная на его дебютном альбоме «Boom».

## Дискография

### Синглы
| Год  | Название                                        |
| ---- | ----------------------------------------------- |
| 2010 | «Oh! Darling»                                   |
| 2010 | «I Love Rock 'n' Roll»                          |
| 2011 | «When You Believe» (пр участии Виктории Петрик) |
| 2012 | «Небо»                                          |
| 2013 | «Перемога»                                      |
| 2013 | «Number One (Winner)»                           |
| 2015 | «Пятоэлементная»                                |
| 2015 | «Музыка»                                        |
| 2015 | «Mamma Knows Best»                              |

## Награды
- 2009 — «Молода Галичина» («Молодая Галичина») — 1-е место.
- 2009 — «Чорноморські ігри» («Черноморские игры») — 2-е место.
- 2010 — «Детская Новая Волна — 2010» — 1-е место[8].
- 2012 — «Детское Евровидение — 2012» — 1-е место[9].
- 2015 — Абсолютный Фаворит Успеха в номинации «Молодой талант года»[10].